# Plan de Calidad para el Sistema Nacional de Salud de España
La Ley 16/2003, de 28 de mayo, de Cohesión y Calidad del Sistema Nacional de Salud español contempla en su Capítulo VI, Sección I, artículo 61, el desarrollo de Planes de Calidad del Sistema Nacional de Salud.
El Ministerio de Sanidad, Política Social e Igualdad de España y los órganos competentes de las comunidades autónomas elaboran periódicamente, en el seno del Consejo Interterritorial del Sistema Nacional de Salud, planes de calidad del Sistema Nacional de Salud, sin perjuicio de las competencias autonómicas de planificación sanitaria y de organización de los servicios. Estos planes contienen los objetivos de calidad prioritarios para el período correspondiente.
El propósito del Plan de Calidad es el de contribuir a incrementar la cohesión del Sistema Nacional de Salud y ayudar a garantizar la máxima calidad de la atención sanitaria a todos los ciudadanos, con independencia de su lugar de residencia, al tiempo que se pretende ofrecer
herramientas útiles a los profesionales y a los responsables de salud de las comunidades autónomas en su objetivo de mejorar la calidad.